# Pseudonepanthia briareus
Pseudonepanthia briareus är en sjöstjärneart som först beskrevs av Bell 1894.  Pseudonepanthia briareus ingår i släktet Pseudonepanthia och familjen Asterinidae. Inga underarter finns listade i Catalogue of Life.